# Offshore-Windpark Nordlicht

Lage von Nordlicht innerhalb der Windparks in der Deutschen Bucht

Der Offshore-Windpark Nordlicht ist ein von Vattenfall geplanter Offshore-Windpark, der aus zwei Projekten besteht, in der deutschen Ausschließlichen Wirtschaftszone der Nordsee.

## Nordlicht I
Der Windpark wird auf einer Fläche von 52,63 km² bei einer Wassertiefe von 37 bis 39 m, 96 km von der Küste entfernt (rund 85 km nördlich der Insel Borkum) realisiert. Die Fläche ist im Flächenentwicklungsplan als N-7.2 gelistet und liegt in Nachbarschaft zum Offshore-Windpark He dreiht.

### Planung
Nordlicht I geht zurück auf das Projekt Global Tech II, das von Strabag und Etanax in der Northern Energy GlobalTech II GmbH entwickelt wurde. 2016 erwarb Vattenfall diese Projektgesellschaft und die Projektrechte. Mit der Umstellung auf das Ausschreibungssystem nach dem Windenergie-auf-See-Gesetz hat sich zunächst die RWE Renewables Offshore HoldCo Four GmbH zum Gebotstermin im September 2022 einen Zuschlag über 980 MW gesichert. Für die Fläche bestand allerdings ein Eintrittsrecht zugunsten der Vattenfall Atlantis 1 und Global Tech 2 Offshore Wind GmbH, die wiederum Vattenfall gehört und die in den Gebotspreis von 0,00 Cent pro Kilowattstunde der RWE einstieg und sich somit die Netzanschlusskapazität reservierte. Der Windpark erhält somit keine staatlich subventionierte Marktprämie nach dem Erneuerbare-Energien-Gesetz. Die Gesellschaft wurde später in Vattenfall Nordlicht I Offshore Wind GmbH umfirmiert.
Am 20. Dezember 2024 erließ das Bundesamt für Seeschifffahrt und Hydrographie den Planfeststellungsbeschluss auf Grundlage des WindSeeG für die Errichtung und den Betrieb der 68 Windkraftanlagen. Mit dieser Genehmigung soll der Bau 2026 beginnen, der kommerzielle Betrieb 2028.

### Netzanbindung
Die Anschlussleistung von 980 MW wird mit dem Offshore-HGÜ-System BorWin6 verbunden und zum Umspannwerk Büttel über eine 320-kV-Gleichstromverbindung geleitet. Damit ist die Kapazität von BorWin6 alleine durch diesen Offshore-Windpark ausgereizt. Verantwortlicher Übertragungsnetzbetreiber ist Tennet TSO.

## Nordlicht II
Die Fläche ist im Flächenentwicklungsplan als N-6.6 gelistet und liegt in Nachbarschaft zu den Offshore-Windparks Veja Mate und BARD Offshore 1.

### Planung
Nordlicht II geht zurück auf das Projekt Atlantis I (vormals: Aquamarin), das von der PNE AG entwickelt wurde. 2017 erwarb Vattenfall die Projektrechte. Mit der Umstellung auf das Ausschreibungssystem nach dem Windenergie-auf-See-Gesetz hat sich zunächst die RWE Renewables Offshore HoldCo Four GmbH zum Gebotstermin im August 2023 einen Zuschlag über 630 MW gesichert. Für die Fläche bestand allerdings ein Eintrittsrecht zugunsten der Vattenfall Nordlicht II Offshore Wind GmbH, die wiederum Vattenfall gehört und die in das Gebot der RWE einstieg und sich somit die Netzanschlusskapazität reservierte. Die Höhe des Gebotswerts wurde nicht mehr veröffentlicht.

### Netzanbindung
Die Windkraftanlagen mit insgesamt 630 MW werden über das Offshore-HGÜ-System BorWin4 der Amprion angebunden. Das System führt bis nach Hanekenfähr im südlichen Emsland. Auf dem Abschnitt zwischen Emden und Lingen wird Amprion die Trasse mit den HGÜ-System A-Nord in Parallelführung bündeln. In Hanekenfähr befindet sich eine Umspannanlage, an die bislang das Kernkraftwerk Emsland an das Übertragungsnetz anschloss. Im Flächenentwicklungsplan 2019 war noch die Realisierung einer zusätzlichen Umspannplattform im Windpark vorgesehen, die den Strom von Mittel- auf Hochspannung transformiert. In zwei Studien hat Amprion nachgewiesen, dass das 66-kV-Direktanbindungskonzept auch für BorWin4 technisch und volkswirtschaftlich sinnvoll ist. Im Flächenentwicklungsplan 2020 wurde das Direktanbindungskonzept (Standard für Offshore-Netzanbindungen, die ab 2025 in Betrieb gehen) für BorWin4 dann vorgesehen.

## Betrieb
Der Chemiekonzern BASF erwarb zunächst 49 % der Anteile am Offshore-Windpark von Vattenfall und erhält dafür über ein Power Purchase Agreement die Hälfte des erzeugten Stroms (ca. 3000 GWh) zur Versorgung von Chemiewerken in Europa. Später verkaufte BASF die Anteile zurück an Vattenfall.